# Catacombencultuur
Met de catacombencultuur (ca. 2800-2200 v.Chr.) wordt een cultuur uit de vroege bronstijd bedoeld in wat nu Oekraïne en Zuid-Rusland is. De cultuur ontwikkelde zich uit de voorafgaande jamnacultuur en is eigenlijk meer een verzamelnaam voor een aantal verwante archeologische culturen.
De economie bestond hoofdzakelijk uit veeteelt, maar er is ook wat graan gevonden. Er waren gespecialiseerde ambachtslieden, vooral op het gebied van de metaalbewerking.
De naam is afgeleid van de begrafenisgewoonten. Deze lijken op die van de jamnacultuur, maar opzij van de hoofdschacht werd een holle ruimte gemaakt, een 'catacombe'. In een klein deel van de graven zijn ook meebegraven resten van dieren aangetroffen. In bepaalde graven was er een typisch gebruik om een masker van klei over het gezicht van de dode te maken, wat doet denken aan de dodenmaskers van de latere Zuid-Siberische Tasjtykcultuur.

## Taal
Binnen de context van de koerganhypothese van Marija Gimbutas wordt uitgegaan dat er vroege Indo-Europese talen gesproken werden.
Het is verleidelijk hier de voorlopers van het Grieks, Armeens en de Paleo-Balkantalen te plaatsen, wat bepaalde overeenkomsten zou verklaren. Ook is verondersteld dat de late jamnacultuur de Graeco-Arische taalfase vertegenwoordigde en de catacombencultuur die van de Indo-Iraniërs.
De catacombencultuur werd vanaf ongeveer de 17e eeuw v.Chr. verdrongen door de sroebnacultuur, die in verband wordt gebracht met een Iraanse expansie of met de Cimmeriërs.

## Afbeeldingen

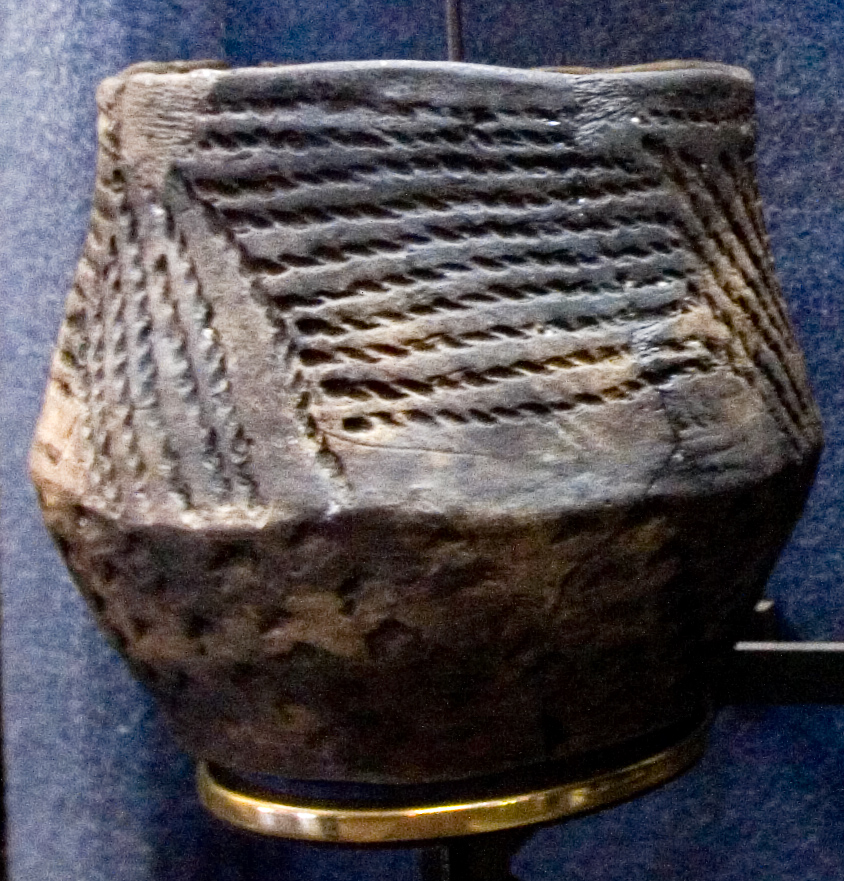
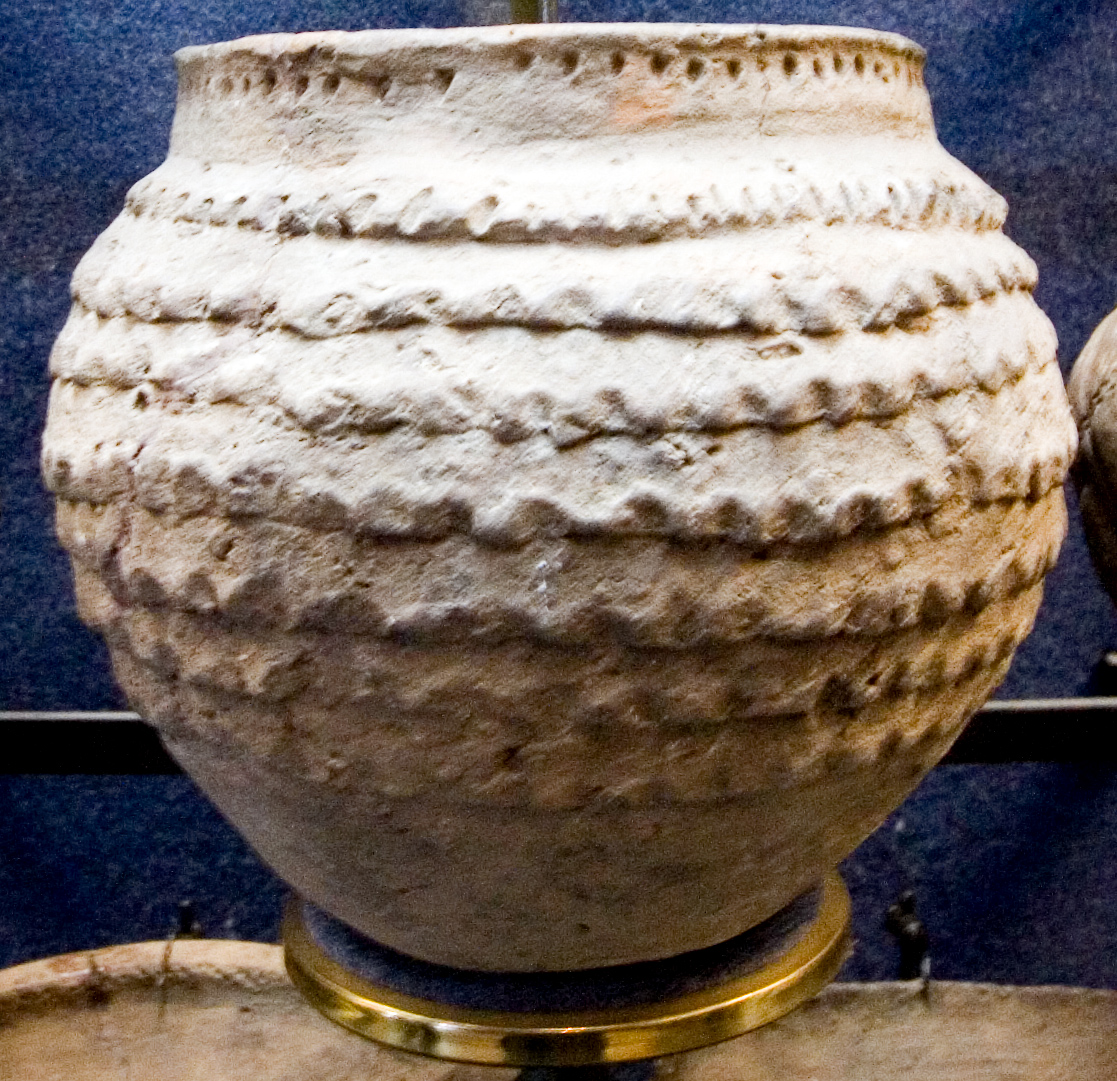
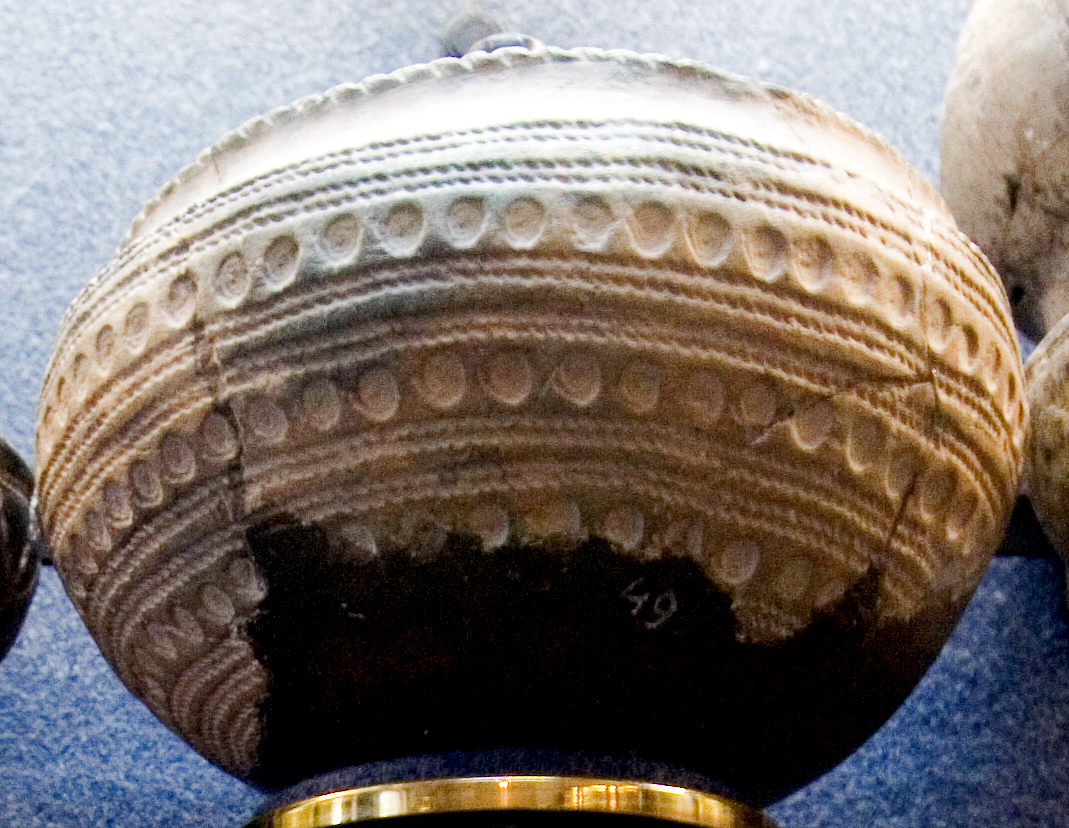
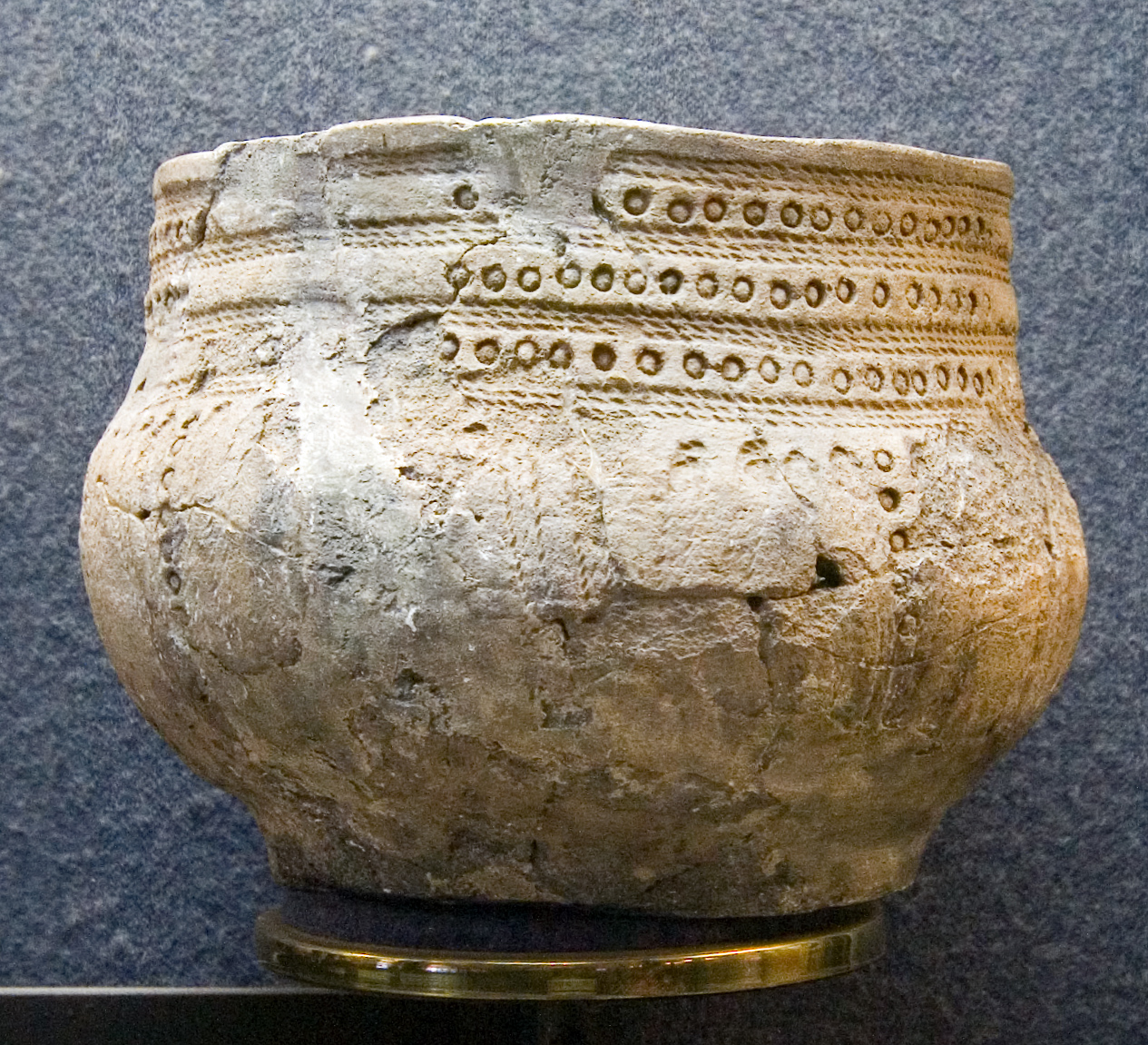
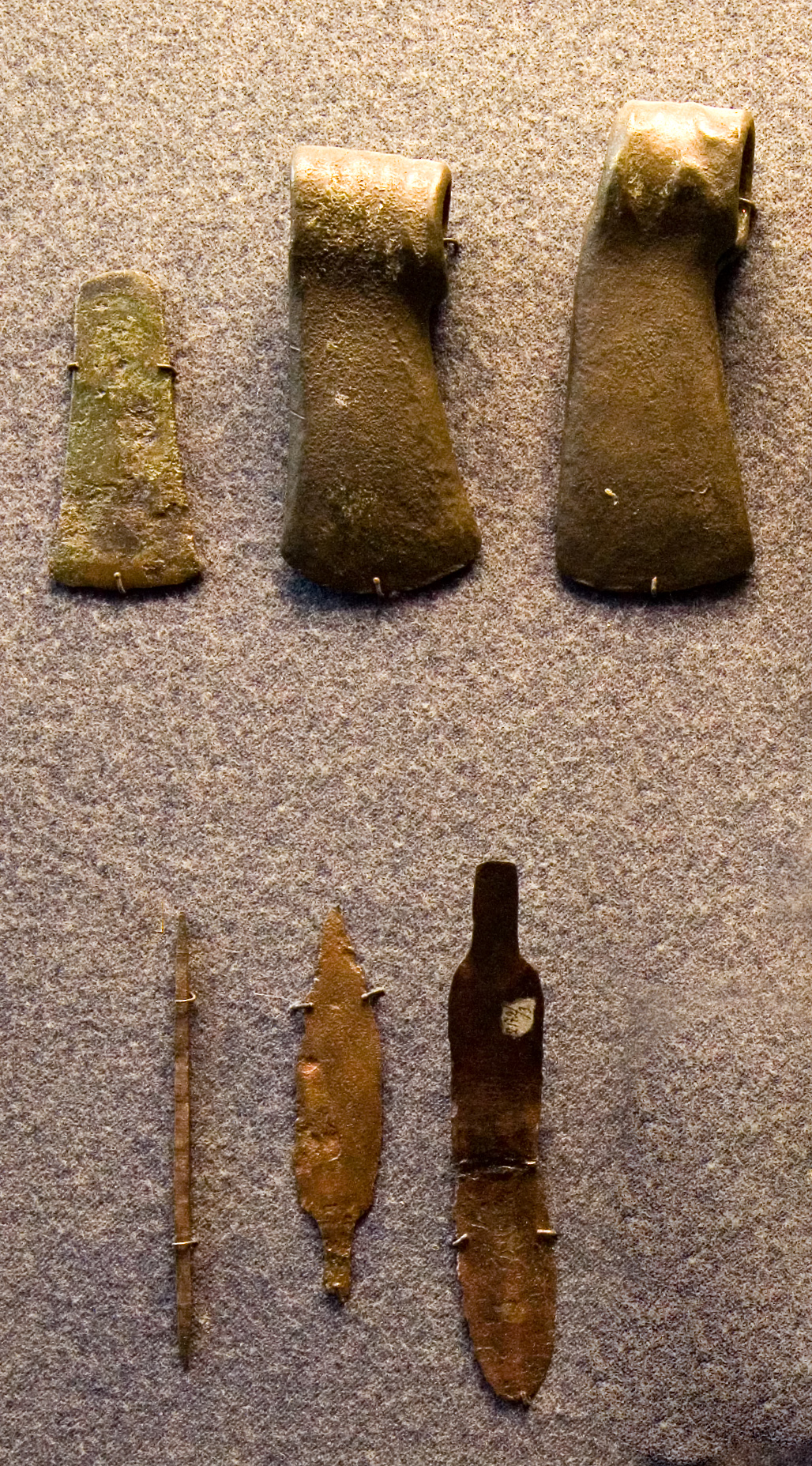
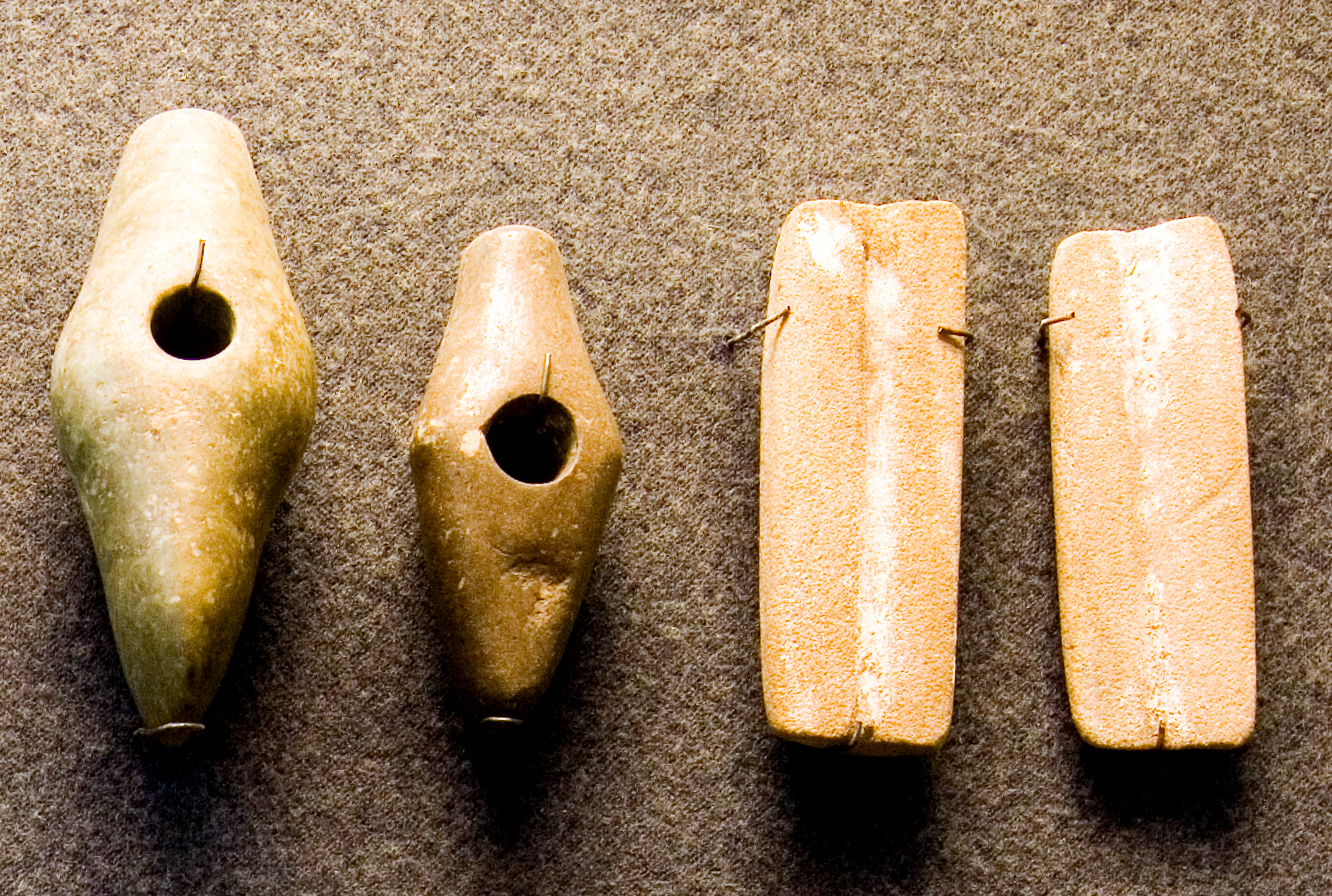
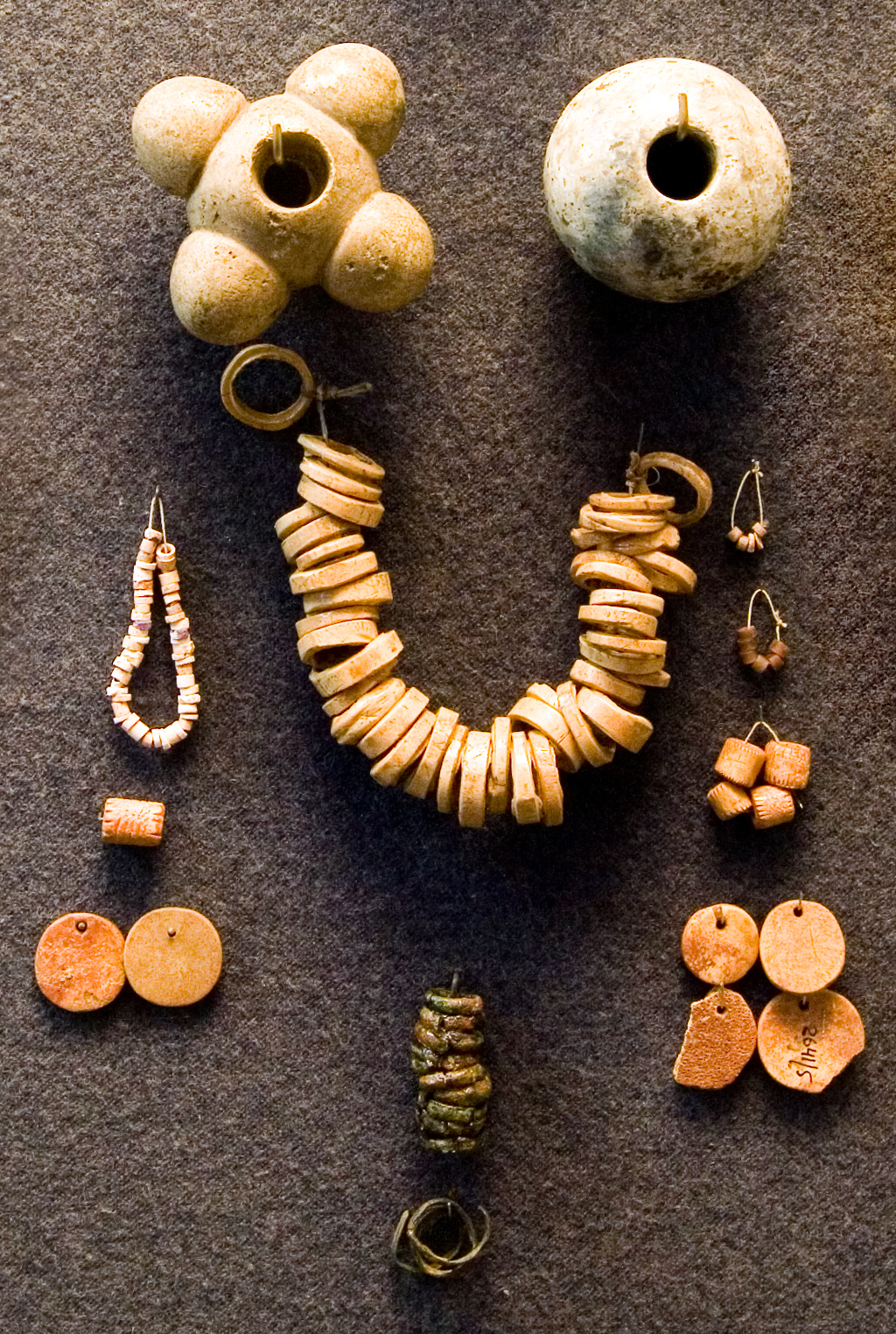